# 北加里曼丹共产党
北加里曼丹共产党（英語：North Kalimantan Communist Party），又稱砂拉越共產黨，简称北加共（NKCP）、砂共，是东马来西亚历史上的一个共产主义政党。

## 历史
该党成立于1971年9月19日。1953年，该党的前身砂拉越解放同盟（简称“砂盟”）成立。1959年，砂盟建立外围组织砂拉越人民联合党。1962年，砂盟遭敌人严重破坏；同年，砂盟开始开展武装斗争。1964年3月30日，砂盟建立砂拉越人民游击队，与北加里曼丹人民军配合作战。1965年9月，砂盟在印尼坤甸秘密召开中央扩大会议（史称“9.19会议”），会议由文铭权主持，决定筹建北加里曼丹共产党。
1971年9月19日，北加里曼丹共产党正式成立，文铭权任中央委员会主席。中央委员会之下分设中央第一和第二分局：第一分局书记林和贵，负责砂拉越西部的工作。第二分局书记黄纪作，负责砂拉越东部的工作。
1972年，砂拉越人民游击队和北加里曼丹人民军合编为北加里曼丹民族解放军，该武装人数最多时达1200多。1973年10月，黄纪作率部下山。1974年3月，林严华率部下山。此后，北加共元气大伤。1990年10月17日，北加共中央第二分局领导人洪楚庭等人与砂拉越政府签署和平协议，率领最后50多名武装人员下山。

## 军事
北加裡曼丹民族解放軍为其属下准军事组织之一，该部队主要由砂拉越人民游击队与北加里曼丹人民军合并而成。其主要是以农村游击战为主，顶峰时期达到了1200人。

## 人物
- 第一号人物：文铭权，最初为砂拉越解放同盟和人民联合党成员。1971年成为北加里曼丹共产党主席。
- 第二号人物：林和贵（后期化名林严华），1971年成为北加里曼丹共产党第一分局书记。
- 第三号人物：黄纪作，最初为人民联合党成员，1971年成为北加里曼丹共产党第二分局总书记。
- 洪楚廷，初为砂拉越人民联合党成员，于1972年成为北加里曼丹民族解放军总司令。